# I call your name (The Beatles)
I call your name is een liedje dat is geschreven door John Lennon van The Beatles. Het is een van zijn eerste liedjes; hij schreef het al voordat The Beatles bij elkaar kwamen. Zoals gebruikelijk, staat het liedje op naam van John Lennon en Paul McCartney. Het werd voor het eerst opgenomen door Billy J. Kramer with The Dakotas in juni 1963 en pas een half jaar later door The Beatles.

## Versie van Billy J. Kramer with The Dakotas
Billy J. Kramer with the Dakotas namen het nummer op 26 juni 1963 op in de Abbey Road Studios in Londen. Een maand later werd het in het Verenigd Koninkrijk uitgebracht als B-kant van de single Bad to Me, ook een Lennon-McCartney-nummer. Bad to Me hebben The Beatles nooit zelf opgenomen, I call your name wel. Bad to Me werd een nummer 1-hit in het Verenigd Koninkrijk. In Nederland haalde het de 26e plaats.

## Versie van The Beatles
Op 1 maart 1964 namen The Beatles I call your name op, ook in de Abbey Road Studios. Tijdens dezelfde opnamesessie namen ze ook Long Tall Sally en I'm Happy Just to Dance with You op.
Op dit nummer bespeelt George Harrison voor het eerst de Rickenbacker 360/12, een twaalfsnarige elektrische gitaar. Het instrumentale gedeelte is beïnvloed door de Jamaicaanse ska. John Lennon was een liefhebber van ska in een tijd dat die muziek buiten Jamaica nog nauwelijks bekend was.
De bezetting was:
- John Lennon, slaggitaar, zang
- Paul McCartney, basgitaar
- George Harrison, twaalfsnarige gitaar
- Ringo Starr, drums, koebel

In het Verenigd Koninkrijk kwam het nummer op 19 juni 1964 uit op een ep, samen met Long Tall Sally, Slow down en Matchbox (Parlophone GEP 8913). In enkele andere landen, waaronder Nederland en Duitsland, verscheen het nummer als B-kant van Long Tall Sally op single. Die plaat haalde in Nederland de eerste en in Duitsland de zevende plaats.,
In de Verenigde Staten verscheen I call your name op 10 april 1964 op The Beatles' Second Album. De lp kwam zowel in mono als in stereo uit. Er zijn duidelijke verschillen tussen de mono- en de stereoversie van I call your name. De intro klinkt iets anders en bij de monoversie valt de koebel eerder in. De verschillen zijn terug te voeren op de montage van het nummer. Voor de stereoversie werd het opnieuw gemonteerd.
In 1978 verscheen het nummer op het relatief onbekende compilatiealbum Rarities. In 1988 werd het nummer ook opgenomen op het compilatiealbum Past Masters, Volume One, samen met de drie andere nummers van de ep Long Tall Sally.
I call your name is opgenomen in de tijd dat The Beatles werkten aan de opnamen voor de film A Hard Day’s Night en het bijbehorende album. Richard Lester, de regisseur van de film, heeft overwogen het in de film op te nemen, maar dat uiteindelijk niet gedaan. Ook op het album werd het niet opgenomen.

## Andere versies
- The Mamas and the Papas zetten I call your name op hun debuutalbum If You Can Believe Your Eyes and Ears van 1966. Ze speelden het ook live op het Monterey Pop Festival in 1967.
- Ringo Starr nam het nummer samen met Jeff Lynne, Tom Petty, Joe Walsh en Jim Keltner op voor een televisieprogramma dat in 1990 is uitgezonden ter gelegenheid van het feit dat John Lennon, de schrijver van het nummer, vijftig jaar eerder was geboren en tien jaar eerder vermoord.